# Leopold Brock
Leopold Brock (ur. 21 stycznia 1843 w Gostyniu, zm. po 1904 prawdopodobnie w Oleśnicy – doktor filozofii, pierwszy dyrektor gimnazjum w Królewskiej Hucie (obecnie Chorzów).

## Życiorys
Ukończył szkołę średnią w Oleśnicy, studiował filozofię na uniwersytecie w Berlinie, a następnie we Wrocławiu. W 1865 roku uzyskał tytuł doktora filozofii w zakresie filologii klasycznej, po obronie rozprawy "De perfecti et plusquamperfecti usu Aeschyleo". Po studiach pracował początkowo jako nauczyciel w Kępnie oraz we Friedebergu (obecnie Strzelce Krajeńskie), później jako dyrektor progimnazjum.
W dniu 1 września 1877 został dyrektorem nowo otwartego gimnazjum w Królewskiej Hucie (obecnie Chorzów), w którym naukę podjęło 176 uczniów. W pierwszych latach istnienia, gimnazjum nie miało własnej siedziby, a nauka odbywała się w prywatnych domach. Początkowo w budynku przy obecnej ul. Moniuszki, później w domu kupca Frankla. Naukę pobierało wówczas zaledwie 230 uczniów - jak odnotowano w źródłach pisanych: 74 ewangelików, 76 katolików, 80 żydów, przy czym 150 z nich pochodziło z Królewskiej Huty.
Staraniem mieszkańców oraz władz miasta wkrótce wybudowano ogromny gmach gimnazjum przy obecnej ul. Powstańców, według projektu architekta Benno Leopolda Grotschela.
Dyrektor gimnazjum był także, do 1884 roku radnym Rady Miejskiej Królewskiej Huty.

## Publikacje
Autor 13 rozpraw z zakresu filologii klasycznej, historii, pedagogiki, m.in.:
- De perfecti et plusąuamperfecti usu Aeschyleo (Breslau 1865),
- Bemerkungen zur Schulord-nung (Kempen 1869),
- Ober Stellung und Ziel der gehobenen Sekule (Kempen 1871),
- Lateinische Grammatik fur die unteren und mittleren Klassen der hóheren Unterrichts-anstalten (Leipzig 1872-1873),
- Zweihundert Jahre der Geschichte eines preufiischen Regiments (1874);
- Der Tag von Fehrbellin. Zur zweiten Sdcularfeier der Schlacht am 18./28. Juni 1875 (Friedeberg 1875),
- Uber die Teilnahme der brandenbur-gischen Truppen an der Fahrt Wilhelms von Oranien nach England (1688) (Konigshut-te 1878),
- Geschichtstabellen (Konigshutte 1883),
- Das brandenburgische Heer von 1688 bis 1697, I-V (Konigshutte 1888-1892),
- Die Brandenburger bei Szlankamen und im Turkenkriege bis 1679 (Rathenow 1891),
- Die Hohenzollern (Ged.) (Oels 1902),
- Der Neubau des Gymnasium (Oels 1904).